# هانا كالويل بن
هانا كالويل بن (بالإنجليزية: Hannah Callowhill Penn؛ 11 فبراير 1671 – 20 ديسمبر 1726) كانت حاكمًا أنجلو أمريكي. الزوجة الثانية لمؤسس ولاية بنسيلفانيا وليام بن، أدارت مقاطعة بنسلفانيا بشكل فعال لمدة ست سنوات بعد تعرض زوجها لسلسلة من الجلطات، ثم لمدة ثماني سنوات أخرى بعد وفاة زوجها. عملت كمالك بالوكالة من عام 1712 حتى وفاتها عام 1726.

## وصلات خارجية
- إعلان رئاسي 5284 نسخة محفوظة 17 أبريل 2011 على موقع واي باك مشين. (بالإنجليزية)
- رسم تخطيطي لهانا بن (بالإنجليزية)
- علامة بنسلفانيا التاريخية وصورة (بالإنجليزية)
- هانا كالويل بن على موقع فايند أغريف (بالإنجليزية)